# João Batista Calixto
João Batista Calixto (Coromandel, 10 de outubro de 1949) é um biólogo, professor universitário e cientista brasileiro. Sua área de pesquisa inclui: dor, inflamação e princípios ativos de plantas.

## Biografia
É natural da cidade de Coromandel, no oeste de Minas Gerais. Formou-se em ciências biológicas pela Universidade de Brasília (1973) e obteve títulos de mestre e doutor em farmacologia pela Universidade Federal de São Paulo (1976) e Universidade de São Paulo (1984), respectivamente.

## Carreira
Depois de concluir os estudos, entrou para o quadro de docentes da Universidade Federal de Santa Catarina, em 1976.
Alcançou o mais elevado nível como pesquisador nível 1A do CNPq.
Em 28 de maio de 2001, foi empossado membro titular da Academia Brasileira de Ciências.
Supervisionou os trabalhos de 100 estudantes de graduação, 37 mestrandos, 33 doutorandos e 22 pesquisadores de pós-doutorado.
Suas pesquisas e publicações científicas tem sido amplamente citados na biobliografia internacional, com mais de 6 mil citações registradas.
Um dos seus artigos mais citados — em inglês:  Efficacy, safety, quality control, marketing and regulatory guidelines for herbal medicines (phytotherapeutic agents) — trata de uma revisão bibliográfica sobre segurança, eficácia, controle de qualidade, marketing e aspectos regulatórios de medicamentos botânicos.
Aposentou-se das atividades de ensino na UFSC em 2013, e desde então, passou a dedicar-se à criação e direção do Centro de Inovação e Ensaios Pré-Clínicos (CIEnP)

## Prêmios e honrarias
Alguns títulos:
- Prêmio CBMM de Ciência e Tecnologia (2019)[9]
- Prêmio Kurt Politzer de Tecnologia (2015)
- Medalha Professor João David Ferreira Lima pela Câmara Municipal de Florianópolis (2014)
- Prêmio Caspar Stemmer de Inovação (2010) pelo Governo de Santa Catarina e FAPESC[10]
- Prêmio de Inovação Natura Campus (2008)
- Prêmio SCOPUS/CAPES (2007)
- Comendador da Ordem Nacional do Mérito Científico pelo Presidente da República (2002)
- Membro titular da Academia Brasileira de Ciências (2001)